# Masako Chiba
Masako Chiba (Japón, 18 de julio de 1976) es una atleta japonesa, especialista en la prueba de maratón, en la que ha logrado ser medallista de bronce mundial en 2003.

## Carrera deportiva
En el Mundial de París 2003 ganó la medalla de bronce en la maratón, con un tiempo de 2:25:09 segundos, llegando a la meta tras la keniana Catherine Ndereba y su compatriota la también japonesa Mizuki Noguchi.